# Fred Gipson
Frederick Benjamin Gipson (Mason, 7 februari 1908 – aldaar, 14 augustus 1973) was een Amerikaanse auteur en scenarioschrijver. Zijn meest bekende werk is de roman Old Yeller uit 1956, die in 1957 verfilmd werd door Walt Disney.

## Biografie

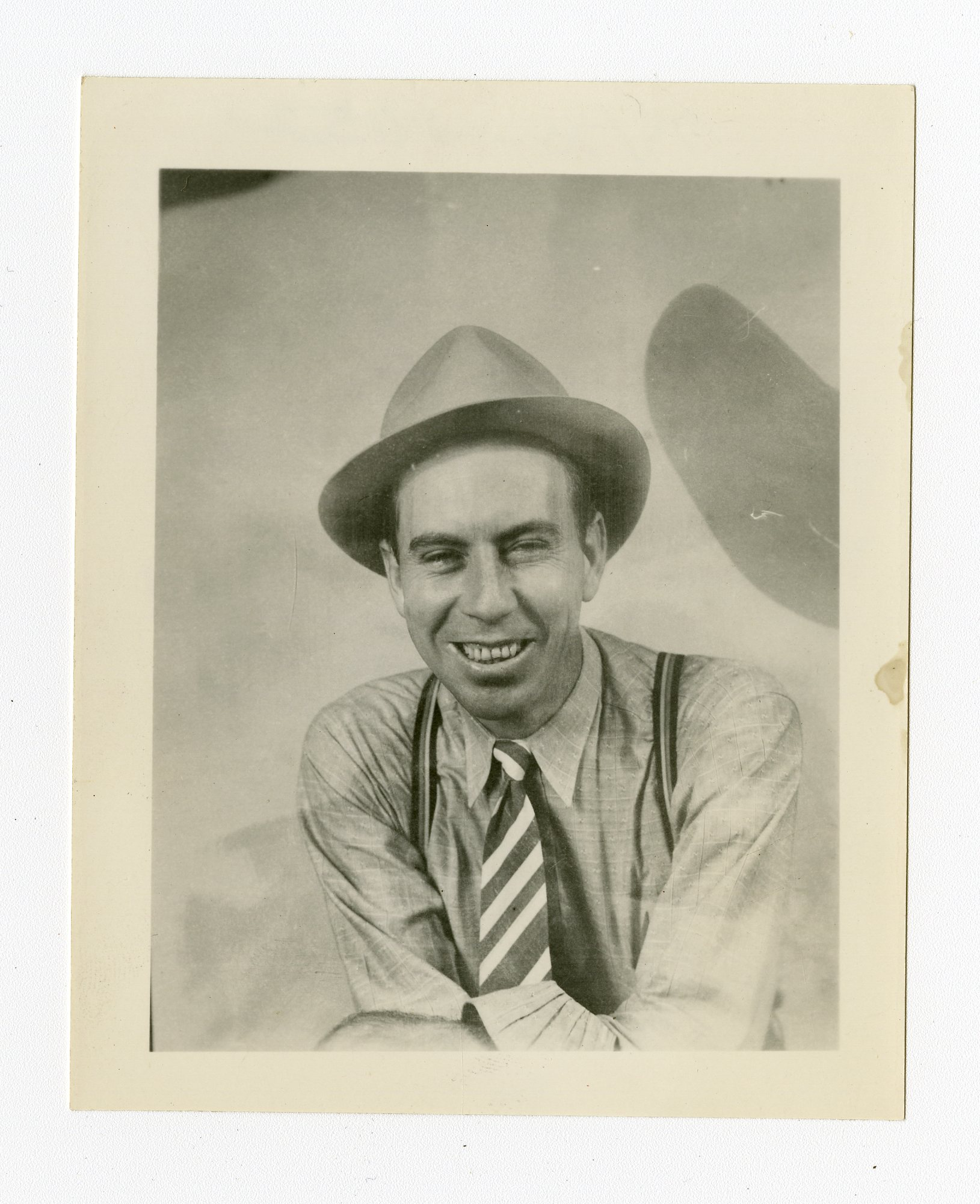
Fred Gipson in 1937

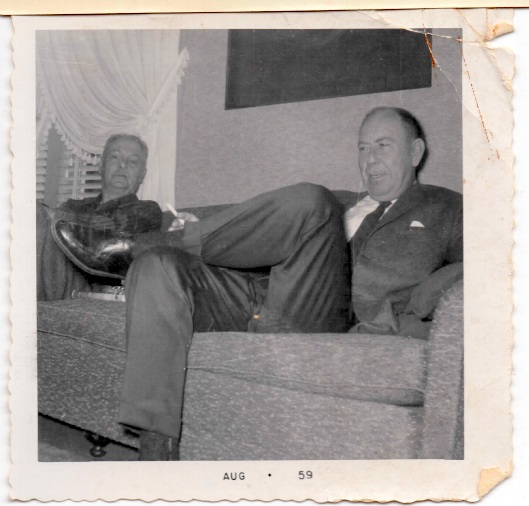
Fred Gipson op familiebezoek in 1959

Gipson werd geboren op een boerderij in de buurt van Mason (Texas), als zoon van Beck Gipson en Emma Deishler. Na verschillende jobs in de landbouw en veehouderij te hebben gehad, schreef hij zich in 1933 in aan de University of Texas in Austin. Daar schreef hij voor de Daily Texan en The Ranger, maar hij verliet de universiteit voordat hij afstudeerde om in 1937 journalist te worden bij een krant.
In de jaren 40 begon Gipson met het schrijven van korte westernverhalen, die prototypes bleken te zijn voor zijn latere fictiewerken. In 1946 werd zijn eerste boek, The Fabulous Empire: Colonel Zack Miller's Story, gepubliceerd. Hound-Dog Man uit 1949 vestigde Gipsons reputatie, met een oplage van meer dan 250.000 exemplaren in het eerste jaar van publicatie. Het boek werd in 1959 verfilmd.
Zijn roman Old Yeller werd in 1957 verfilmd door Walt Disney Studios en kreeg twee vervolgen: Savage Sam (1962), dat in 1963 eveneens door Walt Disney verfilmd werd, en Little Arliss, postuum gepubliceerd in 1978. Old Yeller was de roman die Gipson als zijn beste werk beschouwde. Het verhaal speelt zich af in de Texas Hill Country in de jaren 1860, net na de Amerikaanse Burgeroorlog, en gaat over een 14-jarige jongen Travis Coates die de leiding over het huishouden heeft terwijl zijn vader weg is. Old Yeller, een zwerfhond die door de jongen geadopteerd is, helpt bij de zware taak om het gezin te behoeden voor onheil.
Gipson trouwde op 23 januari 1940 met Tommie Wynn.  Het paar kreeg twee zonen: Mike (1940) en Beck (1945). Gipson dronk en rookte veel, en na de zelfmoord van zijn oudste zoon in 1962 ging het met hem verder bergaf. In datzelfde jaar gingen hij en Tommie uit elkaar en in 1964 volgde een definitieve scheiding.
Op 14 augustus 1973 overleed Gipson op 65-jarige leeftijd in zijn slaap aan een hersenbloeding op zijn ranch in Texas. Hij werd begraven op het Texas State Cemetery als erkenning voor zijn literaire bijdragen aan de staat Texas.